# 9933 Alekseev
9933 Alekseev là một tiểu hành tinh vành đai chính. Nó bay quanh Mặt Trời theo chu kỳ 3.16 năm.
Được phát hiện ngày 19 tháng 9 năm 1985 bởi Nikolai Chernykh và Lyudmila Chernykh working ở Đài vật lý thiên văn Crimean, tên chỉ định của nó là "1985 SM3". It was later renamed "Alekseev" after Anatolij Semenovich Alekseev, một giáo sư ở Novosibirsk University.